# Anopterus
Anopterus Labill., 1804 è un genere di piante della famiglia delle Escalloniaceae, endemico dell'Australia

## Tassonomia
Il genere comprende due sole specie:
- Anopterus glandulosus Labill. - specie endemica della Tasmania
- Anopterus macleayanus F.Muell. - endemica del Nuovo Galles del Sud e del Queensland